# غاري ماير
غاري ماير (بالإنجليزية: Garry Meier)‏ هو مقدم برامج إذاعية أمريكي، ولد في 2 ديسمبر 1949.

## وصلات خارجية
- الموقع الرسمي